# Pietro Di Giacomo
Pietro Di Giacomo (Carovilli, 12 marzo 1911 – 25 febbraio 2001) è stato un magistrato e politico italiano.

## Biografia
Laureato in Giurisprudenza e in Scienze Politiche, fu magistrato. Politicamente impegnato con il Partito Liberale Italiano, viene eletto deputato della Repubblica nella II legislatura, rimanendo in carica dal 1953 al 1958; alla Camera fu autore in tutto di 60 interventi e di 37 progetti di legge. 
Morì il 25 febbraio 2001, due settimane prima di compiere 90 anni.